# Richenza di Polonia
Richenza di Polonia (in polacco Ryksa; in spagnolo Riquilda; citata anche come Richeza; Breslavia, 1130/1140 – 16 giugno 1185) fu regina consorte di Castiglia, León e Galizia (1152-1157), contessa consorte di Provenza (1161-1166) e contessa consorte di Everstein, nell'attuale Bassa Sassonia (1166-1185).

## Origini
Richenza era la figlia del principe di Polonia, duca di Cracovia e di Slesia, Ladislao II (fuggito da Cracovia, nel 1146), detto l'Esiliato (1105-1159), e di Agnese (Cristina) di Babenberg (1111-1157, figlia del Margravio d'Austria Leopoldo III e di Agnese di Waiblingen, a sua volta discendente dell'imperatore Enrico IV e sorellastra dell'imperatore Corrado III e del duca Federico II di Svevia). Richenza era quindi la cugina dell'imperatore, Federico Barbarossa.
Stando al Chronicon Polono-Silesiacum, Ladislao II l'Esiliato era il figlio primogenito del duca di Polonia Boleslao III e della moglie, identificata dalla Cronaca degli anni passati con Sbyslava, una figlia del gran principe di Kiev Sviatopolk II.

## Biografia

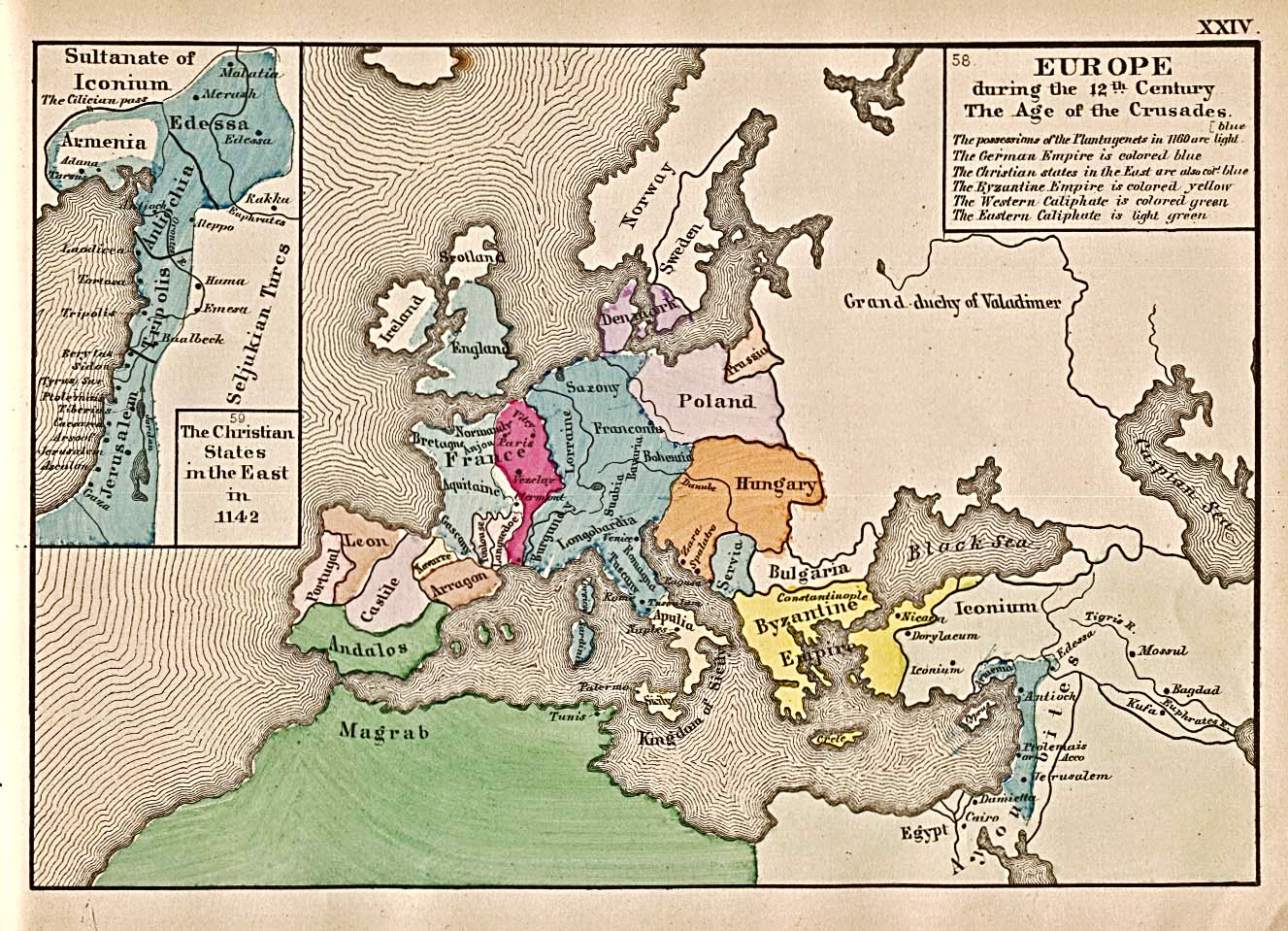
L'Europa alla metà del XII secolo. Richenza nacque in Polonia (in rosa), trascorse la fanciullezza alla corte imperiale (Suebia, al centro del Sacro Romano impero in azzurro), divenne, prima, regina di León e Castiglia (Leon in arancione e Castile in rosa nella penisola iberica), poi contessa di Provenza (nel sud della Borgogna o regno di Arles, regno sud occidentale del Sacro Romano impero in azzurro) e infine contessa di Everstein (in Sassonia, regione settentrionale del Sacro Romano impero in azzurro)

Nel 1146, Richenza seguì le sorti del padre Ladislao, che, nel 1138, era succeduto in veste di principe di Polonia al padre Boleslao III. Tuttavia, secondo gli Annales Capituli Cracoviensis questi dovette fuggire da Cracovia, in quanto espulso dai suoi domini dal fratellastro Boleslao IV di Polonia; a quel punto, trovò rifugio presso la corte imperiale prima da Corrado III, il fratellastro della madre di Richenza, e poi dal cugino Federico Barbarossa.
Tra l'ottobre e il dicembre del 1152, a giudizio della Chronica Albrici Monachi Trium Fontium, Richenza sposò il re di León, Galizia e Castiglia, Alfonso VII detto l'imperatore (1105-1157), figlio del nobile francese Raimondo di Borgogna e di Urraca oltre che al tempo vedovo della prima moglie Berenguela di Barcellona (1108-1149). Che Richenza fosse la seconda moglie di Alfonso VII è confermato anche dal Roderici Toletani Archiepiscopi De Rebus Hispaniæ, Liber IX.
Secondo lo storico Szabolcs de Vajay, alla corte di León e Castiglia, Ryksa venne denominata Riquilda o Rica; infatti, in un documento del 28 gennaio 1155 riportato dallo storico di Segovia, tale Diego Colmenares, nel suo Historia de la insigne ciudad de Segovia, Alfonso VII, assieme alla moglie Rica ed ai due figli, eseguì una donazione alla cattedrale di Segovia (Adefonsus imperator Hyspanie una cum uxore mea imperatrice domna Rica).
In quegli anni, Alfonso VII era impegnato a combattere gli Almohadi, che avevano preso il sopravvento in Nordafrica e che, dal 1146, avevano iniziato l'invasione della penisola iberica. Nel 1157, dopo aver conquistato la città di Jaén, Alfonso perse il controllo di Almería e pochi mesi dopo perì, sempre nel 1157, a León, avvalorando la ricostruzione del Chronicon Burgense che sottolinea la condizione di vedova della nobildonna polacca.
La Ex Gestis Comitum Barcinonensium sostiene che, nell'agosto del 1161, il conte della Provenza e di Gévaudan Raimondo Berengario II si era recato a Torino, accompagnato dallo zio conte di Barcellona e principe d'Aragona Raimondo Berengario IV; lo scopo era quello di richiedere è ottenere la conferma della contea di Provenza da parte dell'imperatore Federico Barbarossa. Nel contempo, sempre secondo la Ex Gestis Comitum Barcinonensium, fu organizzato il matrimonio di Raimondo Berengario con Richenza, ormai vedova da circa quattro anni. Le nozze vennero poi celebrate tra il 1162 e il 1164, come testimoniato dalla Chronica Albrici Monachi Trium Fontium.
Nel 1162, alla morte di Raimondo Berengario IV (la morte è riportata anche dagli Annales Sancti Victoris Massilienses e da un epitaffio dell'Appendice della España Sagrada Tomo. XLIII), al futuro marito di Richenza, Raimondo Berengario II, era stata assegnata la tutela del suo successore sul trono d'Aragona e nella contea di Barcellona, il figlio secondogenito Raimondo Berengario.
Nel 1166, il marito della nobildonna Raimondo Berengario II, in competizione con Genova, cercò di espandere la contea verso occidente, ma, nella primavera di quell'anno, morì nel tentativo di conquistare Nizza. La Ex Brevi Historia Comitum Provinciæ e familia comitum Barcinonensium conferma che perse la vita nell'odierna città francese, mentre gli Annales Sancti Victoris Massilienses riferiscono soltanto che Raimondo Berengario, nipote del conte di Barcellona, mori nel 1066.
La figlia di Richenza e Raimondo Berengario II, Dolce II, di circa tre anni e sottoposta alla tutela della madre, ereditò la contea di Provenza, desiderata dai conti di Tolosa che già governavano il marchesato di Provenza; tuttavia, il nuovo re d'Aragona, che aveva assunto il nome di Alfonso II, reclamava fortemente quelle terre in quanto non riconosceva l'eredità di un titolo in linea femminile.
Nel 1167, dato che stando alla Ex Brevi Historia Comitum Provinciæ e familia comitum Barcinonensium Richenza stava giungendo a un accordo col conte di Tolosa, Raimondo V, Alfonso II, alla testa di un grande esercito, entrò in Provenza, spodestò Dolce e s'impadronì della regione, assumendo il titolo di conte Alfonso I di Provenza. A seguito di questi avvenimenti, la Chronica Albrici Monachi Trium Fontium riferisce che Richenza di Polonia si sposò per la terza volta col conte di Everstein, Alberto (?-dopo il 1197).
Richenza morì il 16 giugno 1185, e il suo terzo marito si sposò in seconde nozze con Cunegonda, di cui non si conoscono gli ascendenti.

## Figli
Richenza diede ad Alfonso VII due figli:
- Ferdinando (1151 circa-Toledo, prima del 21 agosto 1157, secondo lo storico Szabolcs de Vajay esiste un'epigrafe la quale conferma che morì prima del padre);[11]
- Sancha (circa 1155-Sijena, 9 novembre 1208), sposò a Saragozza, il 18 gennaio 1174, il re d'Aragona, Alfonso II il Casto, come certifica la Ex Gestis Comitum Barcinonensium;[23]

Con Raimondo Berengario II ebbe una figlia:
- Dolce(verso il 1164-1172), contessa di Provenza, spodestata dal re d'Aragona, Alfonso II il Casto.[15]

Con Alberto ebbe cinque figli:
- Alberto (?-prima del 19 settembre 1217), come conferma la Chronica Albrici Monachi Trium Fontium, che lo cita dicendo che aveva dei fratelli e confermando che fu conte di Everstein;[8]
- Corrado (?-1233 circa), che secondo il documento n° 99 del Urkunden zur Geschichte des Erzbisthums Mainz im zwölften Jahrhundert (Acta Maguntina Seculi XII), nel 1186 controfirmò un documento assieme al padre;[25]
- Ottone (?-dopo il 1200), che nel documento n° 142 del Urkunden zur Geschichte des Erzbisthums Mainz im zwölften Jahrhundert (Acta Maguntina Seculi XII), del 1200 viene citato e definito fratello di Corrado;[26]
- Ludovico (?- dopo il 1200), che nel documento n° 142 del Urkunden zur Geschichte des Erzbisthums Mainz im zwölften Jahrhundert (Acta Maguntina Seculi XII), del 1200 viene menzionato e definito fratello di Corrado;[26]
- Ermanno (?- dopo il 1200), che nel documento n° 142 del Urkunden zur Geschichte des Erzbisthums Mainz im zwölften Jahrhundert (Acta Maguntina Seculi XII), del 1200 viene citato e indicato quale fratello di Corrado.[26]

## Ascendenza
|                           |                          |                            | Genitori               |  |  | Nonni |  |  | Bisnonni                   |  |  | Trisnonni             |  |
|                           |                          |                            |                        |  |  |       |  |  | Ladislao Herman di Polonia |  |  | Casimiro I di Polonia |  |
|                           |                          |                            |                        |  |  |       |  |  | Ladislao Herman di Polonia |  |  | Casimiro I di Polonia |  |
|                           |                          | Maria Dobroniega di Kiev   |                        |  |  |       |  |  | Ladislao Herman di Polonia |  |  |                       |  |
| Boleslao III di Polonia   |                          |                            |                        |  |  |       |  |  | Ladislao Herman di Polonia |  |  |                       |  |
|                           |                          | Giuditta di Boemia         | Vratislao II di Boemia |  |  |       |  |  |                            |  |  |                       |  |
|                           |                          | Giuditta di Boemia         | Vratislao II di Boemia |  |  |       |  |  |                            |  |  |                       |  |
|                           |                          | Giuditta di Boemia         | Adelaide d'Ungheria    |  |  |       |  |  |                            |  |  |                       |  |
| Ladislao II l'Esiliato    |                          | Giuditta di Boemia         |                        |  |  |       |  |  |                            |  |  |                       |  |
|                           |                          | Svjatopolk II di Kiev      | Izjaslav I di Kiev     |  |  |       |  |  |                            |  |  |                       |  |
|                           |                          | Svjatopolk II di Kiev      | Izjaslav I di Kiev     |  |  |       |  |  |                            |  |  |                       |  |
|                           |                          | Svjatopolk II di Kiev      | Gertrude di Polonia    |  |  |       |  |  |                            |  |  |                       |  |
| Zbyslava di Kiev          |                          | Svjatopolk II di Kiev      |                        |  |  |       |  |  |                            |  |  |                       |  |
|                           |                          | …                          | …                      |  |  |       |  |  |                            |  |  |                       |  |
|                           |                          | …                          | …                      |  |  |       |  |  |                            |  |  |                       |  |
|                           |                          | …                          | …                      |  |  |       |  |  |                            |  |  |                       |  |
| Richenza di Polonia       |                          | …                          |                        |  |  |       |  |  |                            |  |  |                       |  |
|                           | Leopoldo II di Babenberg | Ernesto di Babenberg       |                        |  |  |       |  |  |                            |  |  |                       |  |
|                           | Leopoldo II di Babenberg | Ernesto di Babenberg       |                        |  |  |       |  |  |                            |  |  |                       |  |
|                           | Leopoldo II di Babenberg | Adelaide di Eilenburg      |                        |  |  |       |  |  |                            |  |  |                       |  |
| Leopoldo III di Babenberg | Leopoldo II di Babenberg |                            |                        |  |  |       |  |  |                            |  |  |                       |  |
|                           |                          | Ida di Formbach-Ratelnberg | …                      |  |  |       |  |  |                            |  |  |                       |  |
|                           |                          | Ida di Formbach-Ratelnberg | …                      |  |  |       |  |  |                            |  |  |                       |  |
|                           |                          | Ida di Formbach-Ratelnberg | …                      |  |  |       |  |  |                            |  |  |                       |  |
| Agnese di Babenberg       |                          | Ida di Formbach-Ratelnberg |                        |  |  |       |  |  |                            |  |  |                       |  |
|                           |                          | Enrico IV di Franconia     | Enrico III il Nero     |  |  |       |  |  |                            |  |  |                       |  |
|                           |                          | Enrico IV di Franconia     | Enrico III il Nero     |  |  |       |  |  |                            |  |  |                       |  |
|                           |                          | Enrico IV di Franconia     | Agnese di Poitou       |  |  |       |  |  |                            |  |  |                       |  |
| Agnese di Waiblingen      |                          | Enrico IV di Franconia     |                        |  |  |       |  |  |                            |  |  |                       |  |
|                           |                          | Berta di Savoia            | Oddone di Savoia       |  |  |       |  |  |                            |  |  |                       |  |
|                           |                          | Berta di Savoia            | Oddone di Savoia       |  |  |       |  |  |                            |  |  |                       |  |
|                           |                          | Berta di Savoia            | Adelaide di Susa       |  |  |       |  |  |                            |  |  |                       |  |
|                           |                          | Berta di Savoia            |                        |  |  |       |  |  |                            |  |  |                       |  |

### Fonti primarie
- (LA) Rerum Gallicarum et Francicarum Scriptores, su gallica.bnf.fr, XII. URL consultato il 16 maggio 2022.
- (LA) España sagrada, su gallica.bnf.fr, XLIII. URL consultato il 16 maggio 2022.
- (LA) Histoire Générale de Languedoc, su gallica.bnf.fr, IV, Notes. URL consultato il 16 maggio 2022.
- (LA) Monumenta Germaniae Historica, Scriptores, su dmgh.de, IX. URL consultato il 16 maggio 2022 (archiviato dall'url originale il 12 maggio 2013).
- (LA) Monumenta Germaniae Historica, Scriptores, su dmgh.de, XIV. URL consultato il 16 maggio 2022 (archiviato dall'url originale il 2 febbraio 2014).
- (LA) Monumenta Germaniae Historica, Scriptores, su dmgh.de, XIX. URL consultato il 16 maggio 2022 (archiviato dall'url originale il 14 ottobre 2013).
- (LA) Monumenta Germaniae Historica, Scriptores, su dmgh.de, XXIII. URL consultato il 16 maggio 2022 (archiviato dall'url originale il 23 settembre 2015).
- (LA) Nestore di Pečers'k, Cronaca degli anni passati (PDF), su mgh-bibliothek.de. URL consultato il 16 maggio 2022.
- (LA) España Sagrada, su gallica.bnf.fr, XXIII. URL consultato il 16 maggio 2022.
- (LA) Karl Friedrich Stumpf-Brentano, Acta Maguntina Seculi XII, Wagner, 1863.
- (LA)  Historia de la insigne ciudad de Segovia, Tome I

### Letteratura storiografica
- Rafael Altamira, La Spagna (1031-1248), in Storia del mondo medievale, V, 1999,  pp. 865-896.
- Paul Fournier, Il regno di Borgogna o d'Arles dall'XI al XV secolo, in Storia del mondo medievale, VII, 1999,  pp. 383-410.
- (ES) Contreras Jiménez, Historia de Segovia (PDF), su proyectos.cchs.csic.es. URL consultato il 16 maggio 2022.